# Піньола
Піньола (італ. Pignola) — муніципалітет в Італії, у регіоні Базиліката,  провінція Потенца.
Піньола розташована на відстані близько 320 км на південний схід від Рима, 8 км на південь від Потенци.
Населення — 6828 осіб (2014).
Покровитель — Maria Santissima degli Angeli.

## Демографія
Населення за роками:

Станом на 1 січня 2023 року в муніципалітеті офіційно проживало 129 іноземців з 33 країн, серед них 38 громадян країн Євросоюзу та 8 громадян України.

## Сусідні муніципалітети
- Абріола
- Анці
- Потенца
- Тіто